# Лудорвай (річка)
Лудорва́й (рос. Лудорвай) — річка в Удмуртії, Росія, права притока річки Сепич. Протікає територією Зав'яловського району.
Річка починається за 3 км на південний захід від села Сепич. Протікає спочатку на південний схід, але вже через 0,5 км повертає плавно на північний схід. Впадає до Іжа на північно-західні околиці села Мала Венья. Береги місцями заліснені, у верхній течії русло влітку пересихає. В середній течії створено ставок.
Над річкою розташований лише присілок Лудорвай.